# Pianengo
Pianengo is een gemeente in de Italiaanse provincie Cremona (regio Lombardije) en telt 2474 inwoners (31-12-2004). De oppervlakte bedraagt 5,9 km², de bevolkingsdichtheid is 474 inwoners per km².

## Demografie
Pianengo telt ongeveer 953 huishoudens. Het aantal inwoners steeg in de periode 1991-2001 met 22,1% volgens cijfers uit de tienjaarlijkse volkstellingen van ISTAT.
| Jaar | Inwoneraantal |
| ---- | ------------- |
| 1991 | 1941          |
| 2001 | 2370          |

## Geografie
Pianengo grenst aan de volgende gemeenten: Campagnola Cremasca, Casale Cremasco-Vidolasco, Crema, Ricengo, Sergnano.